# OpenXR
OpenXR은 가상현실 및 증강현실 플랫폼과 장치에 접근하기 위한 로열티 없는 개방형 표준이다. 크로노스 그룹 컨소시엄이 관리하는 워킹 그룹에 의해 개발되어 있다. OpenXR은 2017년 2월 27일 GDC 2017 중에 크로노스 그룹에 의해 발표되었다. 이 표준의 잠정 버전은 2019년 3월 18일 발표되었으며 개발자들과 구현자들이 피드백을 제공할 수 있게 되었다.

## 구조
이 표준은 궁극적으로 2개의 구성 요소를 제공하는 것을 목표로 한다: 응용 프로그램 개발자를 대상으로하는 API, 그리고 장치 그 자체와의 추상화 인터페이스를 표현하는, 가상현실이나 증강현실 하드웨어에 초점을 둔 추상화 계층.
 0.90 잠정 릴리스에는 장치 레이어에 1.0 이후 릴리스를 위한 플럭인 인터페이스로 예정되어 있는 API를 포함하였다.

## 로드맵
2017년 3월, 크로노스 그룹은 2018년 말에 API의 최초 버전 출시를 잠정 계획하였다. 이 API는 2019년 3월 잠정 릴리스로 출시되었으며 플러그인 장치 인터페이스는 1.0 이후 릴리스로 예정되어 있다.

## 기여자
다음의 기업들은 OpenXR의 공개 서포터로서 크로노스에 의해 기재되어 있다:
- AMD
- Antilatency
- ARM 홀딩스
- AREA
- 디스플레이링크
- Collabora
- 에픽게임즈
- 구글
- HP
- HTC
- 화웨이
- 이매지네이션 테크놀로지
- 인텔
- LG전자
- 로지텍
- LunarG
- 매직 리프
- 미디어텍
- 마이크로소프트
- Mozilla
- 노키아
- 엔비디아
- 오큘러스 VR
- PicoVR
- Pluto VR
- 퀄컴
- 레이저 주식회사
- 삼성전자
- Sensics
- 소니 인터랙티브 엔터테인먼트
- Tobii Technology
- 유니티 테크놀로지스
- 밸브 코퍼레이션
- Varjo
- VeriSilicon
- VIA Alliance Semiconductor Co., Ltd.[10]
- zSpace

## 같이 보기
- OpenVR
- WebVR